# Європейська рада з міжнародних відносин
Європейська рада з міжнародних відносин, ЄРМВ (англ. European Council on Foreign Relations, ECFR) — європейська фабрика думок, яка проводить аналізи за темами зовнішньої політики та безпеки. Організація ставить перед собою мету зміцнення загальної та узгодженої політики європейських країн в цих сферах. Її засновниками стали в 2007 році п'ятдесят представників політичних еліт європейських країн, що прагнуть до посилення ролі Європи в світовій політиці. Є першою пан'європейської фабрикою думки і містить офіси в семи столицях Європи — Берліні, Лондоні, Мадриді, Парижі, Римі, Софії і Варшаві.

## Дослідження аналітичного центру
У своїй діяльності центр працює у чотирьох напрямках. Це Азія та Китай, Ширша Європа, Європейська держава, Близький Схід і Північна Африка. Крім того, співробітники ECFR регулярно публікують політичні документи з питань, які не входять до цих параметрів, у великих європейських газетах. ЄКФР також має поточний проект під назвою «Відновлення Європи». ЄКФР публікує окремі звіти про політику, звіти та записки, які можна безкоштовно завантажити з вебсайту ЄРМВ. Вона має три регулярні публікації, щорічну Європейську оцінку зовнішньої політики, яка розпочалася у 2011 році. Аналіз Китаю (щоквартально) та щорічний огляд ЄС та прав людини в ООН. Національні офіси ЄКФР проводять регулярні заходи, такі як семінари, публікації.

### Європейська держава
Програма Європейської енергетики була створена у 2015 році, щоб допомогти європейцям розробити політичні відповіді на питання, що впливають на здатність ЄС діяти на глобальній арені. Програма досліджує перешкоди на шляху до сталого єдності у поточних і майбутніх викликах зовнішньої політики і прагне розробити рішення для їх подолання. Програмою керує Сусі Деннісон.

### Азія та Китай
Програма Азії та Китаю спрямована на те, щоб допомогти Європі визначити спільний стратегічний підхід до зростання Китаю. Її експерти вивчають керівництво Сі Цзіньпіна, а також співпрацю, конкуренцію і конфлікт між Пекіном і його сусідами. Програма публікує щоквартальний аналітичний огляд зовнішньополітичних новин і дебатів у Китаї, спільно з Центром Азії. Програмою керує Франсуа Годмен.

### Ширша Європа
ЄРМВ вважає, що для того, щоб залишатися актуальним у регіоні, Європейському Союзу потрібна послідовна стратегія для просування своїх інтересів та цінностей разом з політичною волею дотримуватися цього. Програма «Розширена Європа» була започаткована у 2007 році з метою сприяння цьому процесу. Програмою керує Ніколає Попеску.

## Персоналії
- Лешек Бальцерович — польський економіст.
- Джуліано Амато — колишній голова ради міністрів Італії
- Мартті Ахтісаарі — колишній президент Фінляндії
- Марек Белька — колишній прем'єр-міністр Польщі
- Тімоті Ґартон Еш — британський історик
- Броніслав Геремек — польський політик і історик
- Жан-Люк Дегане — колишній прем'єр-міністр Бельгії
- Брайан Іно — британський музикант
- Рем Колхас — нідерландський архітектор
- Іван Крастєв — болгарський політолог
- Март Лаар — колишній прем'єр-міністр Естонії
- Джем Оздемір — німецький державний і політичний діяч
- Джордж Сорос — американський фінансист і інвестор
- Домінік Стросс-Кан — французький політик, колишній директор-розпорядник Міжнародного валютного фонду
- Гелле Торнінг-Шмідт — колишній прем'єр-міністр Данії
- Йошка Фішер — колишній міністр закордонних справ Німеччині
- Еліф Шафак — турецька письменниця
- Сарміте Елерте — латвійський політик і журналіст